# Byards Leap
Byards Leap (Saut-Bayard) est un petit hameau de l'ouest de Cranwell auquel sont associées diverses légendes, y compris pour l'origine du nom.

## Légende
L'histoire, dont la meilleure version est celle racontée par Ethel Rudkin, parle d'une sorcière appelée Old Meg, qui faisait du mal aux villageois depuis une grotte ou une cabane dans un bosquet près de Sleaford sur Ermine Street, appelé ici High Dike. Elle causait des dommages importants aux cultures des environs. Un champion local, un soldat à la retraite, se présente pour répondre aux demandes des villageois, et il affirmé qu'il pourrait tuer la sorcière en plantant une épée dans son cœur. Pour sélectionner un cheval adapté à cette tâche, il se rend à un étang où les chevaux s'abreuvent et largue un pavé dans la mare, sélectionnant le cheval le plus rapide à réagir, connu localement comme Blind Byard, puisqu'il était aveugle.
Le champion se rend à la grotte de la sorcière et l'appelle, mais elle refuse en disant qu'elle mange et qu'il faudra attendre. Cependant, elle se glisse derrière lui et pose ses longs doigts sur le cheval qui bondit, sautant par-dessus 18 mètres de falaises. Le champion reprend le contrôle du cheval quand il atteint l'étang, poursuivi par la sorcière, il se retourne et lui enfonce son épée dans son cœur, elle tombe dans l'étang et se noie.
L'endroit où Blind Byard a sauté est marquée par quatre poteaux dans le sol avec des fers à cheval, et une pierre commémorative
Le cheval magique Bayard, qui apparaît dans plusieurs romans médiévaux, serait à l'origine de Blind Byard.

## Histoire
Leap Byard est également associé à des activités des Templiers, qui aurait organisé leurs joutes et tournois sur ce site. Il se trouvait à l'extrémité sud de leur terrain d'entraînement militaire.